# Conservatoire national des arts et métiers
Conservatoire national des arts et métiers är en fransk grande école som utexaminerar generalistingenjörer i norra Frankrike (Paris), och som är medlem av Conférence des grandes écoles.

## Kvalifikationer
- Ingenjör CNAM
- Master
- Doktor
- Mastère spécialisé
- Mooc-kurs[3]

## Kända professorer
- Aimé Laussedat, fransk geodet
- Augustin Mesnager, fransk väg- och vattenbyggnadsingenjör
- Claude Pouillet, fransk fysiker
- Alexandre-Théophile Vandermonde, fransk matematiker